# آن أرمسترونغ
آن أرمسترونغ (بالإنجليزية: Anne Armstrong)‏ (ولدت عام1927 في نيو أورليانز في ولاية لويزيانا – وماتت عام 2008) دبلوماسية وسياسية أمريكية (جمهورية).
كانت أول امرأة تشغل منصب مستشار للرئيس، وذلك في عهدي فورد ونيكسون. وحصلت على ميدالية الحرية الرئاسية، ومنحها إياها الرئيس ريغان. وبين عامي 1966 و1968 كانت نائبة لرئيس فرع الحزب الجمهوري في تكساس.
وكانت أول امرأة تشغل منصب سفيرة الولايات المتحدة في بريطانيا في عامي 1976 و1977.

## روابط خارجية
- آن أرمسترونغ على موقع مونزينجر (الألمانية)
- آن أرمسترونغ على موقع إن إن دي بي (الإنجليزية)